# Oikopleura gracilis
Oikopleura gracilis är en ryggsträngsdjursart som beskrevs av Lúcia Garcez Lohmann 1896. Oikopleura gracilis ingår i släktet Oikopleura och familjen lysgroddar. Inga underarter finns listade i Catalogue of Life.